# Jeffrey N. Steenson
Jeffrey Neil Steenson (Alabama, 1 de abril de 1952) é um presbítero católico ex-anglicano, recebido em plena comunhão com a Igreja Católica em 2007, em cerimônia na Basílica de Santa Maria Maior. Serviu como bispo anglicano do Rio Grande, Novo México de 2005 até 2007. Foi validamente ordenado em Rio Rancho, Novo México, pelo Arcebispo de Santa Fé, Dom Michael Sheehan. Nomeado Ordinário do Ordinariato Pessoal da Cátedra de São Pedro em 1 de janeiro de 2012.

## Formação e Família
Graduou-se como artium baccalaureus em história pela Trinity International University em 1974, magister artis em história da Igreja pela Trinity Evangelical Divinity School em 1976 e magister divinitatis em patrística do Novo Testamento pela Universidade de Harvard em 1978. Em 1983, doutorou-se em Filosofia Patrística pela Ædes Christi da Universidade de Oxford com a tese Basil of Ancyra and the Course of Nicene Orthodoxy (Basílio de Ancira e o Curso da Ortodoxia Nicena).
É casado com Debra Jane Steenson, com quem tem três filhos e um neto.

## Ministério Episcopaliano
Steenson foi cura da igreja de Todos os Santos em Wynnewood e reitor da igreja do Bom Pastor em Rosemont, ambas na Pensilvânia; também reitor da igreja de Santo André em Grand Prairie, Texas.
Em outubro de 2004, foi eleito bispo coadjutor da Diocese Episcopal do Rio Grande, onde assumiu em janeiro de 2005. Aos 1 de agosto do mesmo ano, sucedeu Terrence Kelshaw como bispo anglicano do Rio Grande.
Em setembro de 2007, Steenson anunciou sua decisão de deixar a Igreja Episcopal dos Estados Unidos para ingressar na Igreja Católica, o que ocorreu em 1 de dezembro.

## Padre Católico

Ordinariatus Personalis Cathedrae Sancti Petri

Jeffrey Steenson foi recebido em plena comunhão com a Igreja Católica em 1 de dezembro de 2007. Tendo pedido a ordenação sacerdotal, visto a não validade das ordens anglicanas (conforme Apostolicae Curae de Leão XII), foi concluir seus estudos no Pontifício Colégio Irlandês de Roma. Foi ordenado diácono em 13 de dezembro de 2008, pelo Cardeal Bernard Law, arcipreste da Basílica de Santa Maria Maior em Roma, e validamente ordenado sacerdote pelas mãos do arcebispo D. Michael J. Sheehan, aos 21 de fevereiro de 2009.
Steenson lecionou na Universidade de Dallas (campus de Roma), na Universidade de St. Thomas em Houston e no Seminário de St. Mary, também em Houston.
Em 1 de janeiro de 2012, o Papa Bento XVI nomeou Steenson o primeiro ordinário do recém-criado Ordinariato Pessoal da Cátedra de São Pedro. Ele foi instalado como ordinário em 12 de fevereiro de 2012. Após sua nomeação como ordinário, Steenson recebeu o título de protonotário apostólico, o mais alto posto de monsenhor, do Papa Bento XVI.  Sendo casado, Steenson não é elegível para ser consagrado bispo católico, mas devido à sua posição como ordinário, ele era um membro votante pleno da Conferência dos Bispos Católicos dos Estados Unidos. Em sua fundação, o ordinariato teria recebido consultas de mais de 100 padres anglicanos e 1.400 pessoas. Steenson renunciou ao cargo de ordinário em 24 de novembro de 2015. Seu sucessor, Steven J. Lopes, foi nomeado no mesmo dia.
Após renunciar ao cargo de ordinário, Steenson começou a lecionar na Escola de Teologia do Seminário Saint Paul. Foi bolsista residente por dois anos, ministrando aulas sobre Patrística e Ordens Sagradas, além de atuar como diretor de formação. Aposentou-se deste cargo em 2018.

### Links Internos
- Anglicanorum Coetibus
- Ordinariato pessoal para anglicanos
  - Mons. Scott Hurd
  - Mons. Keith Newton
  - Mons. John Broadhurst
  - Mons. Andrew Burnham
  - Pe. Edwin Barnes